# Bad Prosecutor
Bad Prosecutor  (en hangul, 진검승부; en hanja, 真劍勝負; romanización revisada del coreano: Jingeomseungbu) es una serie de televisión surcoreana dirigida por Kim Seong-ho y Choi Yeon-soo, y protagonizada por Doh Kyung-soo (D.O.), Lee Se-hee y Ha Joon. Está basada en el webtoon Verdadero duelo de espadas, escrito por Kim Jun-hyung, y que da título también a la serie en coreano. Sus doce episodios se emitieron por el canal KBS2 desde el 5 de octubre hasta el 10 de noviembre de 2022, todos los miércoles y jueves a las 21:50 (hora local coreana).

## Sinopsis
El fiscal Jin Jeong (D.O.) recurre a métodos poco ortodoxos, saltándose las normas sociales e incluso legales, para castigar a personas que por codicia y ansia de poder llevan la corrupción a la sociedad.

## Reparto

### Principal
- Doh Kyung-soo como Jin Jeong, un fiscal de la tercera división de la Fiscalía del Distrito Central que está del lado de los más desfavorecidos utilizando métodos al margen de la ley.[3][4]
  - Jung Hyeon-jun como Jin Jeong de niño.[5]
- Lee Se-hee como Shin A-ra, una fiscal superior de la Fiscalía del Distrito Central con perfectas habilidades laborales y sociales. Parece estar en desacuerdo con Jin Jeong, pero lo protege más que a nadie.[6][7]
- Ha Joon como Oh Do-hwan, un fiscal de élite de la Fiscalía del Distrito Centro, siempre un paso por delante de sus adversarios.[8]

### Secundario

#### Allegados a Jin Jeong
- Lee Si-eon como Go Joong-do, un jáquer con habilidades poco límpidas que trabaja con Jin Jeong.[9]
- Kim Sang-ho como Park Jae-kyung, el jefe de la Oficina del Servicio Civil de la Fiscalía del Distrito Central.[10][11]
- Yeon Joon-seok como Lee Chul-ki, el leal detective de Jin Jeong.[12]
- Joo Bo-young como Baek Eun-ji, una persona elegante y tranquila, a quien no importa su oponente cuando tiene algo que decir.[13]

#### Gente de la Fiscalía Central
- Kim Tae-woo como Kim Tae-ho, el fiscal jefe del Departamento criminal, persona seria y respetuosa con sus subalternos.[14]
- Choi Kwang-il como Lee Jang-won, fiscal jefe adjunto de la Fiscalía Central.[2]
- Yoon Jung-seop como el investigador Park, un veterano que trabajó con Shin A-ra y el mejor aliado de esta.[15]
- Hong Eui-jun como el investigador Kang Shin-jo, el leal ayudante de Oh Do-hwan.[16]

#### Gente del bufete Kangsan
- Kim Chang-wan como Seo Hyun-gyu, director del bufete de abogados Kangsan.[17][18]
- Yoo Hwan como Seo Ji-han, hijo de Seo Hyun-gyu y heredero del bufete.[17]
- Kim Hee-ra como Tae Hyung-wook, la guardaespaldas y secretaria personal de Seo Hyun-gyu.[18]
- Kim Jung-young como Jang Jae-hee, profesora de anatomía de Jin Jeong en la universidad, al que ayuda después.[19][20]

#### Otros
- Kim Geun-soon como la madre de Jin Jeong.[17]
- Shin Seung-hwan como Yoo Jin-cheol, un gánster que dirige un establecimiento de entretenimiento en Gangnam.[17]
- Jeong Jae-won como Min-goo, la tercera persona en la organización nacional White Gompa.
- Lee Hyo-na como Park Ye-young, la víctima del caso del asesinato de Seo Cho-dong.[21]
- Lee Woo-sung como Kim Hyo-jun, un repartidor identificado como el culpable en el caso del asesinato de Seo Cho-dong.[22]
- Park Jin-young como ministro de Justicia.

#### Apariciones especiales
- Lee Jong-hyuk como Jin Kang-woo, el padre de Jin Jeong, muerto misteriosamente.[5]
- Keum Kwang-san como el presidente de Fitness.[23]

## Producción
El rodaje comenzó en mayo de 2022 y concluyó el 31 de octubre sucesivo. Para Doh Kyung-soo se trata de la vuelta a la televisión cuatro años después de 110 Days My Prince, mientras que Lee Se-hee vuelve a pocos meses de haber terminado la exitosa serie de fin de semana Young Lady and Gentleman, también en KBS2.
El 5 de septiembre se publicaron imágenes de la primera lectura del guion por el reparto de actores.

## Banda sonora original
El disco con la banda sonora original de la serie se publicó el 17 de noviembre de 2022.
| Disco 1 | Disco 1                      | Disco 1       | Disco 1 | Disco 2 | Disco 2            | Disco 2                                    | Disco 2 |
| Pista   | Título                       | Artista       | Dur.    | Pista   | Título             | Artista                                    | Dur.    |
| ------- | ---------------------------- | ------------- | ------- | ------- | ------------------ | ------------------------------------------ | ------- |
| 1       | «Deep End»                   | twlv          | 3:11    | 1       | «Go Jin-jeong»     | Baek Eun-woo, Park Beom-geun, Ji Sung-kyu  | 2:02    |
| 2       | «Little Star» (작은 별)      | Lucy          | 3:13    | 2       | «Detective Comic»  | Baek Eun-woo, Yang Sung-ho                 | 2:22    |
| 3       | «Bite»                       | D.O. (Exo)    | 3:22    | 3       | «Agent»            | Baek Eun-woo, Park Beom-geun               | 2:01    |
| 4       | «Call me a freak»            | Suho (Exo)    | 2:51    | 4       | «Real Fight»       | Oh Byeong-joo                              | 2:05    |
| 5       | «Bad Prosecutor» (진검승부)  | Layone        | 2:49    | 5       | «Extreme Hip-hop»  | Baek Eun-woo, Kim Tae-joon                 | 2:47    |
| 6       | «Bitter» (쓰다)              | Han Dong-geun | 3:54    | 6       | «Freestyle»        | Baek Eun-woo, Yang Sung-ho                 | 3:18    |
| 7       | «Believe»                    | Chuther       | 3:11    | 7       | «Airport Chase»    | Oh Byeong-joo                              | 1:47    |
| 8       | «Deep End» (instrumental)    | twlv          | 3:11    | 8       | «Funny Rock»       | Baek Eun-woo, Kim Tae-joon                 | 2:40    |
| 9       | «Little Star» (instrumental) | Lucy          | 3:13    | 9       | «War against Evil» | Oh Byeong-joo                              | 2:56    |
| 10      | «Bite» (instrumental)        | D.O. (Exo)    | 3:22    | 10      | «Smash»            | Baek Eun-woo, Park Beom-geun, Kim Dae-hoon | 2:00    |
| 11      | «Call me a freak» (inst.)    | Suho (Exo)    | 2:51    | 11      | «Wrong Judgement»  | Baek Eun-woo, Yang Sung-ho                 | 2:03    |
| 12      | «Bad Prosecutor» (inst.)     | Layone        | 2:49    | 12      | «Real Prosecutor»  | Baek Eun-woo, Yang Sung-ho                 | 2:05    |
| 13      | «Bitter» (instrumental)      | Han Dong-geun | 3:54    | 13      | «Amigo»            | Baek Eun-woo, Park Beom-geun, Kim Soo-bin  | 2:01    |
| 14      | «Believe» (instrumental)     | Chuther       | 3:11    | 14      | «Here to the End»  | Baek Eun-woo, Park Beom-geun, Kim Soo-bin  | 2:25    |

## Audiencia
Bad Prosecutor fue la serie de miércoles y jueves más vista durante los primeros seis episodios; el 6.º alcanzó el 5,1 % de audiencia a nivel nacional, 4.8 % en el área metropolitana de Seúl. El octavo episodio llegó al 5,6 %, el índice más alto de las series emitidas por KBS en 2022.
| Temporada | Temporada | Episodio número | Episodio número | Episodio número | Episodio número | Episodio número | Episodio número | Episodio número | Episodio número | Episodio número | Episodio número | Episodio número | Episodio número | Promedio |
| Temporada | Temporada | 1               | 2               | 3               | 4               | 5               | 6               | 7               | 8               | 9               | 10              | 11              | 12              | Promedio |
| --------- | --------- | --------------- | --------------- | --------------- | --------------- | --------------- | --------------- | --------------- | --------------- | --------------- | --------------- | --------------- | --------------- | -------- |
|           | 1         | 773             | 876             | 834             | 911             | 774             | 932             | 893             | 1005            | 1093            | 1060            | 795             | 1158            | 925      |

| Episodio                                                                                 | Fecha de emisión        | Índice de audiencia | Índice de audiencia | Índice de audiencia |
| Episodio                                                                                 | Fecha de emisión        | Nielsen Korea       | Nielsen Korea       | TNmS                |
| Episodio                                                                                 | Fecha de emisión        | Nacional            | Seúl                | Nacional            |
| ---------------------------------------------------------------------------------------- | ----------------------- | ------------------- | ------------------- | ------------------- |
| 1                                                                                        | 5 de octubre de 2022    | 4,3 % (15.ª)        | 4,1 % (15.ª)        | 4,6 % (15.ª)        |
| 2                                                                                        | 6 de octubre de 2022    | 5 % (9.ª)           | 4,8 % (9.ª)         | 5,1 % (11.ª)        |
| 3                                                                                        | 12 de octubre de 2022   | 4,6 % (12.ª)        | 4,3 % (14.ª)        | 4,3 % (15.ª)        |
| 4                                                                                        | 13 de octubre de 2022   | 5 % (11.ª)          | 4,7 % (13.ª)        | 4,9 % (13.ª)        |
| 5                                                                                        | 19 de octubre de 2022   | 4,3 % (14.ª)        | 4,1 % (13.ª)        | 3,9 % (16.ª)        |
| 6                                                                                        | 20 de octubre de 2022   | 5,1 % (11.ª)        | 4,8 % (10.ª)        | 4,3 % (13.ª)        |
| 7                                                                                        | 26 de octubre de 2022   | 5 % (14.ª)          | 5,2 % (8.ª)         | 4,1 % (17.ª)        |
| 8                                                                                        | 27 de octubre de 2022   | 5,6 % (11.ª)        | 5,7 % (8.ª)         | 4,8 % (12.ª)        |
| 9                                                                                        | 2 de noviembre de 2022  | 6,3 % (6.ª)         | 6,7 % (6.ª)         | 5 % (13.ª)          |
| 10                                                                                       | 3 de noviembre de 2022  | 6,2 % (8.ª)         | 6 % (6.ª)           | 5,2 % (12.ª)        |
| 11                                                                                       | 9 de noviembre de 2022  | 4,7 % (12.ª)        | 4,5 % (13.ª)        | 4,1 % (16.ª)        |
| 12                                                                                       | 10 de noviembre de 2022 | 6,3 % (6.ª)         | 5,9 % (7.ª)         | 4,9 % (12.ª)        |
| Promedio                                                                                 | Promedio                | 5,2 %               | 5,1 %               | 4,6 %               |
| - En la tabla superior, aparecen en azul los índices más bajos, y en rojo los más altos. |                         |                     |                     |                     |